# Міжнародна торгівля приматами
Міжнародна торгівля приматами - продаж диких приматів на міжнародному ринку, що нараховує 32000 диких особин щороку. Вони продаються здебільшого для використання в тестуванні на тваринах, вживання в їжу, для зоопарків, цирків та приватного використання в якості тварин-компаньйонів. [Архівовано 15 серпня 2020 у Wayback Machine.]

## Залучені країни
Сполучені Штати імпортують близько третини всіх приматів, що продаються на міжнародному рівні, а Велика Британія на другому місці по імпорту за кількістю. Японія, Росія, Нідерланди, Франція та Тайвань також входять до числа країн, що імпортують найбільше. [Архівовано 3 квітня 2015 у Wayback Machine.]
Примати експортуються з Індонезії, Малайзії, Кенії, Таїланду, Філіппін, Маврикію, Амазонії, регіонів Південної Америки та Китаю, на території яких вони проживають.

## Відловлення та утримання
Приматів відловлюють місцеві сільські жителі та фермери, які встановлюють пастки із заплетеними сітками або кладуть приманку в ящики. Цілі сім'ї можуть бути спіймані в сітках, при цьому будь-які небажані примати вбиваються і продаються для їжі.
Тих, хто виживає, перевозять у ящиках до центрів утримання, в яких часто відсутня їжа та вода. Центри переповнені та забруднені; примати, не можуть стояти в ящиках, і багато гинуть. Інших знищують, оскільки вони хворі, занадто худі або занадто старі, а примати жіночої статі та немовлята є найбільш бажаними. [Архівовано 15 серпня 2020 у Wayback Machine.]
За даними розслідування 1992 року Британського союзу про скасування вівісекції, 75 % приматів можуть бути вбиті в центрах.

## Тестування на тваринах
Примати можуть бути імпортовані до США та продані для «наукових, освітніх чи виставкових цілей» та для використання у племінних колоніях. Відповідно до проекту AESOP, більшість приматів імпортуються до США для використання в лабораторіях.
У США в 2014 році було імпортовано 23 465 приматів, не призначених для лабораторій або постачальників лабораторій, включаючи макак, капуцинів, та інших приматів. Більшість цих тварин були з Китаю, Маврикію, Камбоджі та В'єтнаму. Кованс, лабораторії Чарльз-Рівер та США SNBL є найбільшими американськими імпортерами мавп, призначених для лабораторій. У період з 1995 по 1999 рік до США було імпортовано 1580 диких приматів. [Архівовано 3 квітня 2015 у Wayback Machine.]
Авіакомпанії зазнали «значного тиску» з боку PETA та інших груп, щоб припинити їх перевезення мавп та інших тварин до лабораторій. За даними PETA, понад 110 авіакомпаній відмовляються перевозити мавп до лабораторій, багато з яких стають об'єктом  захисту тварин.
Станом на 2015 рік Air France залишається останньою великою авіакомпанією, яка все ще перевозить нелюдських приматів до лабораторій. Поки Air France відстоював цю практику, заявивши, що використання мавп у дослідженнях необхідне, включаючи PETA, Джейн Гудолл, Джеймс Кромвель та Пітер Габріель, критикували авіакомпанію. [Архівовано 23 липня 2018 у Wayback Machine.]